# Tasso, Lamento e Trionfo
Pour les articles homonymes, voir Tasso (homonymie).

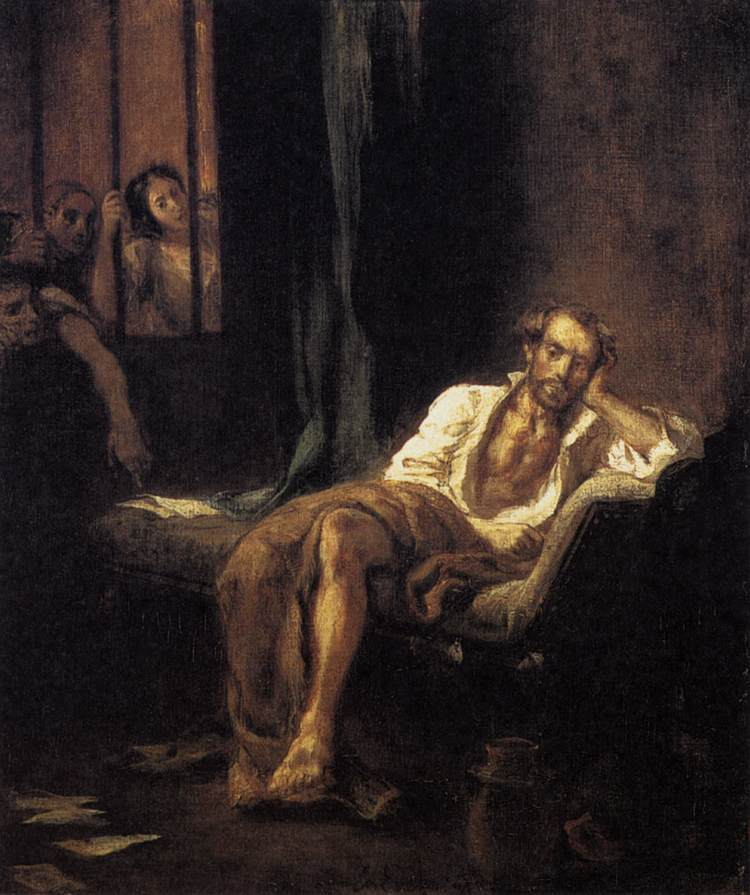
Tasso à l'hôpital de St Anne Ferrara d'Eugène Delacroix.

Tasso, Lamento e Trionfo (français : Tasso, lamentation et triomphe) S.96 est un poème symphonique composé par Franz Liszt en 1849. Il le révisera en 1850 - 1851 et de nouveau en 1854. Il est le 2e des 13 poèmes symphoniques écrits par le musicien durant son séjour à Weimar. 

## Composition
La première esquisse de Liszt date du 1er août 1849. Il aurait entendu le thème principal de Tasso, Lamento e Trionfo à Venise, en Italie quelques années plus tôt. Cependant, il l'utilisa dans la version datant de 1840 de sa pièce pour piano La Gondoliera du recueil Venezia e Napoli . Liszt termina la version  de 1849  de Lamento e Trionfo comme une ouverture en deux parties, qu'il demanda à August Conradi d'orchestrer. Cette version fut réalisée à Weimar, en Allemagne en l'honneur du centenaire de la naissance de Johann Wolfgang von Goethe et comme étant une ouverture sur son drame, Torquato Tasso. Liszt a plus tard corrigé la partition de Conradi et demanda à Joachim Raff d'en produire une nouvelle entre 1850 et 1851. Il la révisa ensuite assez largement lui-même par l'ajout d'une section centrale. Cette dernière version fut jouée le 19 avril 1854 à Weimar sous la direction de Liszt lui-même.

## Orchestration
| Instrumentation de Tasso, Lamento e Trionfo                                                |
| Cordes                                                                                     |
| Premiers violons, seconds violons, altos, violoncelles, contrebasses, 1 harpe              |
| Bois                                                                                       |
| 1 piccolo, 2 flûtes, 2 hautbois, 2 clarinettes si♭, 2 clarinettes basses en si♭, 2 bassons |
| Cuivres                                                                                    |
| 4 cors en si♭ et en do, 2 trompettes en do, 2 trombones ténors, 2 trombones basses, 1 tuba |
| Percussions                                                                                |
| triangles, 1 caisse claire, 1 grosse caisse, cymbales                                      |

## Structure
La version de 1849 est une ouverture classique conventionnelle, divisée en une section lente (« Lamentation ») et une rapide (« Triomphe »). Même avec cette division, toute l'œuvre était en fait un ensemble de variations sur une mélodie simple et un hymne folklorique chanté à Liszt par un gondolier de Venise dans la fin des années 1830. Parmi les modifications les plus importantes, l'une d'entre elles sera l'ajout d'une section centrale dans le style d'un menuet. Dans une note en marge Liszt informe le conducteur que l'orchestre « assume un double rôle » dans cette section : en effet les cordes et les vents jouent un contenu radicalement différent. Ce style d'écriture est très ressemblant de celui du compositeur italien Pietro Raimondi, dont la maîtrise du contrepoint était telle qu'il avait écrit trois oratorios (nommés Joseph, Potiphar et Jacob) qui peuvent être joués individuellement ou à la suite. Liszt a étudié les œuvres de Raimondi, mais le compositeur italien est mort avant que Liszt ait pu le rencontrer personnellement.

## Utilisation dans la culture populaire
Dans le film Hans Christian Andersen et la Danseuse de Charles Vidor, avec Danny Kaye, Farley Granger, et Zizi Jeanmaire, la musique du ballet utilise une grande partie de Tasso, surtout lorsque la petite sirène va au bal des princesses.

### Ouvrages de référence
- (en) Humphrey Searle, Franz Liszt : The Man and His Music, 1970 (ISBN 0-8008-2990-5), « The Orchestral Works »
- (en) Reeves Shulstad, Liszt's symphonic poems and symphonies, 2005 (ISBN 0-521-64462-3)
- (en) Alan Walker, Franz Liszt : Les années de Weimar, 1848-1861, vol. 2, 1989, 626 p. (ISBN 0-394-52540-X)